# Carfax
CARFAX, Inc. es un servicio web comercial que suministra informes de historiales de vehículos a individuos y empresas en América y Europa.

## Historia
En 1984, Carfax fue fundado en Columbia, Misuri, por Ewin Barnett III y Robert Daniel Clark. La empresa tiene ahora su sede en Centreville, Virginia, con una operativa de centro de datos en Columbia, Misuri. Barnett tenía como objetivo combatir el fraude de cuentakilómetros modificados. Por sus estrechos lazos laborales con la Asociación de Comerciantes de Automóviles de Misuri, en 1986 desarrolló una versión primitiva de Carfax, dedicada al mercado comercial. Estos informes fueron desarrollados con una base de datos de 10 000 registros, distribuidos por fax, de ahí su nombre. En diciembre de 1996, se creó la web de la empresa para ofrecer estos informes a historiales de vehículos a negocios. En otoño de 1999, Carfax entraba a formar parte de una sociedad, propiedad de R.L. Polk. En 2013, IHS adquirió Polk y Carfax, el cual añadió a sus ofertas automotrices. En 2013, Carfax introdujo un servicio libre para ayudar a dueños de vehículo a mantener sus coches, que fue bautizado «myCARFAX». Con este servicio, los dueños de los automóviles podían seguir su historial de servicio, recibir alertas de cumplimientos y recibir información sobre informes de sus coches. En marzo de 2016, IHS sufrió una fusión con Markit y en el julio de aquel año se convirtió en IHS Markit. El 28 de febrero de 2022 IHS Markit se fusionó con S&P Global y CARFAX pasó a ser una marca de la empresa recién generada, S&B Global Mobility, como unidad empresarial. 

## Productos y servicios
CARFAX ofrece varios productos gratuitos y servicios, cobrando una tasa para mostrar informes más completos.

### Servicios y productos gratis
En 2013, CARFAX lanzó el servicio llamó myCARFAX. El servicio proporciona el acceso libre a información de servicio del vehículo y alertas para los usuarios de avisos de mantenimiento.
La empresa ofrece cuatro servicios de búsqueda de vehículo, los cuales son: «Lemon Check», «Record Check», «Recall Check», y «Problem Car».
La empresa también proporciona índices de fiabilidad y seguridad del automóvil, el cual proporciona acceso a revisiones y demás datos de fuentes como la NHTSA, el Instituto de Seguros, J.D. Power, IntelliChoice y otros.

### myCARFAX
A principios de 2012 la empresa lanzó un novedoso servicio que informaba de revisiones y servicios según los informes que tenía CARFAX para ayudar a los dueños de vehículos a mantener una rutina en revisiones del vehículo, como mantenimiento rutinario o cambios de aceite y filtros. Posteriormente este servicio se expandió, incluyendo alertas sobre informes emitidos por los fabricantes del vehículo.

### Listas de coches de segunda mano de CARFAX
En abril de 2014, CARFAX introdujo otro servicio gratuito llamado CARFAX Used Car Listings (UCL), que era una lista de coches de segunda mano. Este servicio permitía a los compradores de coches buscar una unidad específica por marca, modelo e historia del vehículo. 